# Ivanivka, Antrațît
Ivanivka (în ucraineană Іванівка) este o așezare de tip urban din raionul Antrațît, regiunea Luhansk, Ucraina. În afara localității principale, nu cuprinde și alte sate.

## Demografie
Componența lingvistică a așezării de tip urban Ivanivka
     Rusă (82,42%)
     Ucraineană (17,18%)
     Alte limbi (0,07%)
Conform recensământului din 2001, majoritatea populației așezării de tip urban Ivanivka era vorbitoare de rusă (82,42%), existând în minoritate și vorbitori de ucraineană (17,18%).